# Липпманн, Александр
Александр Огюст Липпманн (фр. Alexandre Auguste Lippmann, 11 июня 1881 — 23 февраля 1960) — французский спортсмен, отец которого был еврейского происхождения, фехтовальщик-шпажист, неоднократный призёр и чемпион Олимпийских игр.
Родился в 1881 году в Париже, его родителями были Морис Липпманн и Мария-Александрина-Анриетта Дюма (дочь Александра Дюма-сына и русской аристократки Надежды Нарышкиной).
В 1908 году принял участие в Олимпийских играх в Лондоне, где завоевал золотую медаль в составе французской сборной, и серебряную — в личном первенстве. В 1920 году на Олимпийских играх в Антверпене он опять завоевал серебряную медаль в личном первенстве, и бронзовую — в составе сборной. На Олимпийских играх 1924 года в Париже он завоевал золотую медаль в составе сборной.
Скончался в 1960 году. В 1984 году он посмертно был включён в Международный еврейский спортивный зал славы.